# Square Juliette-Dodu
Square Juliette-Dodu är en öppen plats i Quartier de l'Hôpital-Saint-Louis i Paris tionde arrondissement. Platsen är uppkallad efter den franska spionen Juliette Dodu (1848–1909). Hon blev hjältinna under fransk-tyska kriget och var den första kvinnan som tilldelades Hederslegionen. Platsen omges av Rue Juliette-Dodu, Avenue Claude-Vellefaux och Rue de Sambre-et-Meuse.

## Bilder
| - Platsens skylt. - Square Juliette-Dodu. |

## Omgivningar
- Saint-Vincent-de-Paul
- Saint-Laurent
- Place Madeleine-Braun
- Square Madeleine-Tribolati
- Square de Verdun
- Passage Roland-Topor
- Place Raoul-Follereau
- Jardin Villemin
- Impasse Boutron
- Rue Monseigneur-Rodhain

## Kommunikationer
- Tunnelbana – linje  – Colonel Fabien
- Busshållplats Grange aux Belles – Juliette Dodu – Paris bussnät, linjerna 46 75

### Webbkällor
- ”Square Juliette-Dodu”. Paris.fr. https://www.paris.fr/lieux/square-juliette-dodu-2836. Läst 25 januari 2023.
- ”Square Juliette-Dodu”. Les rues de Paris. https://web.archive.org/web/20190727171120/http://www.parisrues.com/rues10/paris-10-square-juliette-dodu.html. Läst 25 januari 2023.